# Cirrhilabrus claire
Cirrhilabrus claire е вид лъчеперка от семейство Labridae.

## Разпространение
Видът е разпространен в Острови Кук.